# Ескобарія
Ескобарія (Escobaria) — рід низькорослих кактусів, які зустрічаються від найпівденнішої частини центральної та західної Канади до півночі Мексики, та одного виду на Кубі. Рід налічує близько 23 видів.

## Етимологія
Рід ескобарія описаний на початку XX століття Натаніелем Бріттоном і Джозефом Роузом. Назву роду дано на честь Ромула і Рума Ескобарів — братів з Мексики, видних колекціонерів, збирачів кактусів.

## Опис
Власне рід Ескобарія включає близько двох десятків видів невеликих рослин, споріднених коріфантам, але з меншими розмірами стебла і квіток. Рясно обростають бічними пагонами, часто утворюють дернини. Стебла циліндричні, 2-20 см завдовжки і 2-8 см в діаметрі.
У всіх видів молоді рослини мають стрижневий корінь, який у деяких видів з часом перетворюється в мичкуватий. Стебло покрите щільно розташованими невеликими сосочками конічної або циліндричної форми, близько 1 см завдовжки. У верхній частині сосочків є вузька борозенка, спрямована від ареоли до основи сосочка. Аксили шерстисті лише в ранньому віці. Сік ніколи не буває молочним.
Як радіальні, так і центральні колючки тільки прямі і повністю закривають стебло. Більшість видів скидає колючки зі старих ареол, у них відбувається запробкованість в нижній частині стебла.
Квітки білі, кремоватого або зеленуваті, воронкоподібні, 1,5-3 см завдовжки і в діаметрі, з'являються на верхівці стебла з підстав борозенок молодих сосочків. Плоди зеленуваті або жовтуваті, іноді рожеві або червоні, яйцеподібної форми, до 2 см завдовжки. Насіння дрібні, блискучі, від червонувато — коричневих до чорних.

## Ареал
США (штати Техас, Нью-Мексико) і прилеглі мексиканські штати. Зустрічаються від підніжжя гір до висоти 2000 м над рівнем моря, найчастіше на висоті 1400–1600 м над рівнем моря, в суворих і важкодоступних гірських місцевостях, на оголених вапняках або на невеликих алювіальних відкладеннях, рідше на гранітах .
Після поповнення роду в результаті останніх змін у систематиці які раніше вважали самостійними родами, ареал цих рослин розширився від північно-західних штатів США до центральних областей Мексики. У важкодоступних гірських місцевостях на алювіальних відкладеннях, в руслах давно пересохлих річок або серед змережаних тріщинами оголених виходів вапняних порід до наших днів збереглися невеликі дерновини цих мініатюрних рослин до ста і більше стебел у кожній.
Кліматичні умови на місцях зростання суворі. Тривалі посухи в жаркий літній період змінюються низькими зимовими температурами з холодними дощами і снігопадами, а представникам колишнього роду Neobesseya, ареал якого є в штатах Монтана і Дакота, доводиться витримувати під снігом морози до мінус 20 °C, перебуваючи в дормантному стані. Період вегетації короткий, що слід враховувати при вирощуванні їх в закритих приміщеннях. Крім того, як і більшість кактусів, що ростуть в екстремальних природних умовах, вони важко переносять їх зміни, зберігаючи навіть цю особливість в генетичній пам'яті насіння. Тому культура цих рослин представляє певні труднощі.

## Види
| - Escobaria albicolumnaria - Escobaria alversonii - Escobaria chihuahuensis - Escobaria cubensis - Escobaria dasyacantha - Escobaria deserti - Escobaria duncanii - Escobaria emskoetteriana - Escobaria guadalupensis - Escobaria hesteri - Escobaria laredoi - Escobaria lloydii - Escobaria minima - Escobaria missouriensis - Escobaria orcuttii - Escobaria organensis - Escobaria robbinsiorum - Escobaria sandbergii - Escobaria sneedii - Escobaria tuberculosa - Escobaria villardii - Escobaria vivipara - Escobaria zilziana |

## Синоніми
Наступні роди були переведені до роду ескобарія :
- Cochiseia
- Escobesseya
- Fobea
- Neobesseya